# 裴紳
裴紳（1513年—1567年），字子書，號右山，山西平陽府蒲州人，軍籍，明朝政治人物。

## 生平
嘉靖十三年（1534年）甲午科山西鄉試第三十五名舉人，十七年（1538年）中式戊戌科會試第一百五十九名，三甲第三名進士。授行人司行人，二十一年五月選授河南道試監察御史，督理長蘆、山東鹽課，二十四年巡按真定，二十六年巡按浙江，上言海防六事，二十七年丁父憂，三十年起復，升山東按察司副使，三十四年升河南布政使司參政，同年冬丁母憂，三十七年起為四川布政使司參政，三十九年升陝西按察使，四十年升河南右布政使，任都察院右僉都御史、巡撫陝西，四十二年考察去職。

## 家族
曾祖裴贊；祖父裴英，壽官；父裴鼐。母張氏。妻陳氏（1516-1568年），封孺人。